# Waldemar Rebinin
Waldemar Rebinin (ur. 29 października 1944 w Grójcu, zm. 15 grudnia 1970 w Gdańsku) – polski kierowca, pracownik Wojewódzkiej Kolumny Transportu Sanitarnego w Gdańsku, zastrzelony w czasie wydarzeń grudniowych 1970.

## Życiorys
Był synem Gabriela, Łotysza, z zawodu kolejarza, byłego więźnia obozu koncentracyjnego Mauthausen-Gusen oraz Haliny. Od 1947 mieszkał w Elblągu. Ukończył zasadniczą szkołę zawodową w Starogardzie Gdańskim. W 1967 ożenił się i przeprowadził do Gdańska. W 1968 urodziła mu się córka, Małgorzata, a w 1970 syn, Robert.
W trakcie wydarzeń grudniowych, 15 grudnia 1970 był kierowcą oznakowanego samochodu sanitarnego wiozącego zaopatrzenie medyczne do przychodni kolejowej przy Dworcu Głównym w Gdańsku. W okolicach dworca, około godz. 14, został śmiertelnie postrzelony w głowę przez funkcjonariusza MO. Był jedną z 8 ofiar wydarzeń grudniowych w Gdańsku. Pochowano go w Gdańsku na cmentarzu Srebrzysko, a wiosną 1971 została wykonana ekshumacja i przeniesienie zwłok na elbląski cmentarz przy ulicy Agrykola, na którym również zostali pochowani Zbyszek Godlewski i Tadeusz Marian Sawicz.
Po upadku komunizmu w Polsce jeden ze skwerów w jego rodzinnym Elblągu został nazwany jego imieniem. Postanowieniem Prezydenta RP Lecha Kaczyńskiego z 17 grudnia 2008 (w 38. rocznicę Grudnia '70), za zasługi w działalności na rzecz przemian demokratycznych w Polsce, został pośmiertnie odznaczony Złotym Krzyżem Zasługi.

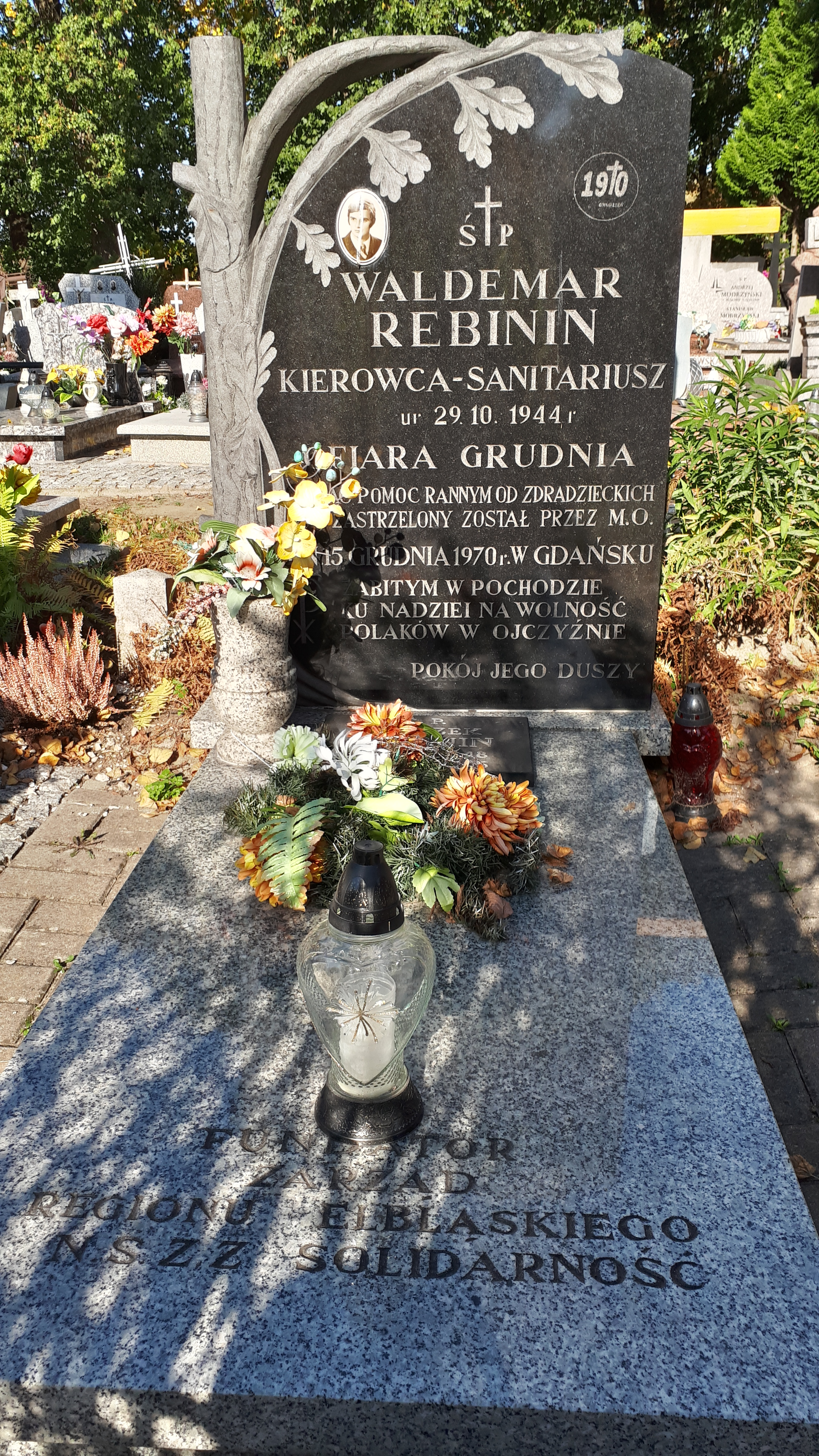
Grób Waldemara Rebinina na cmentarzu przy ulicy Agrykola w Elblągu
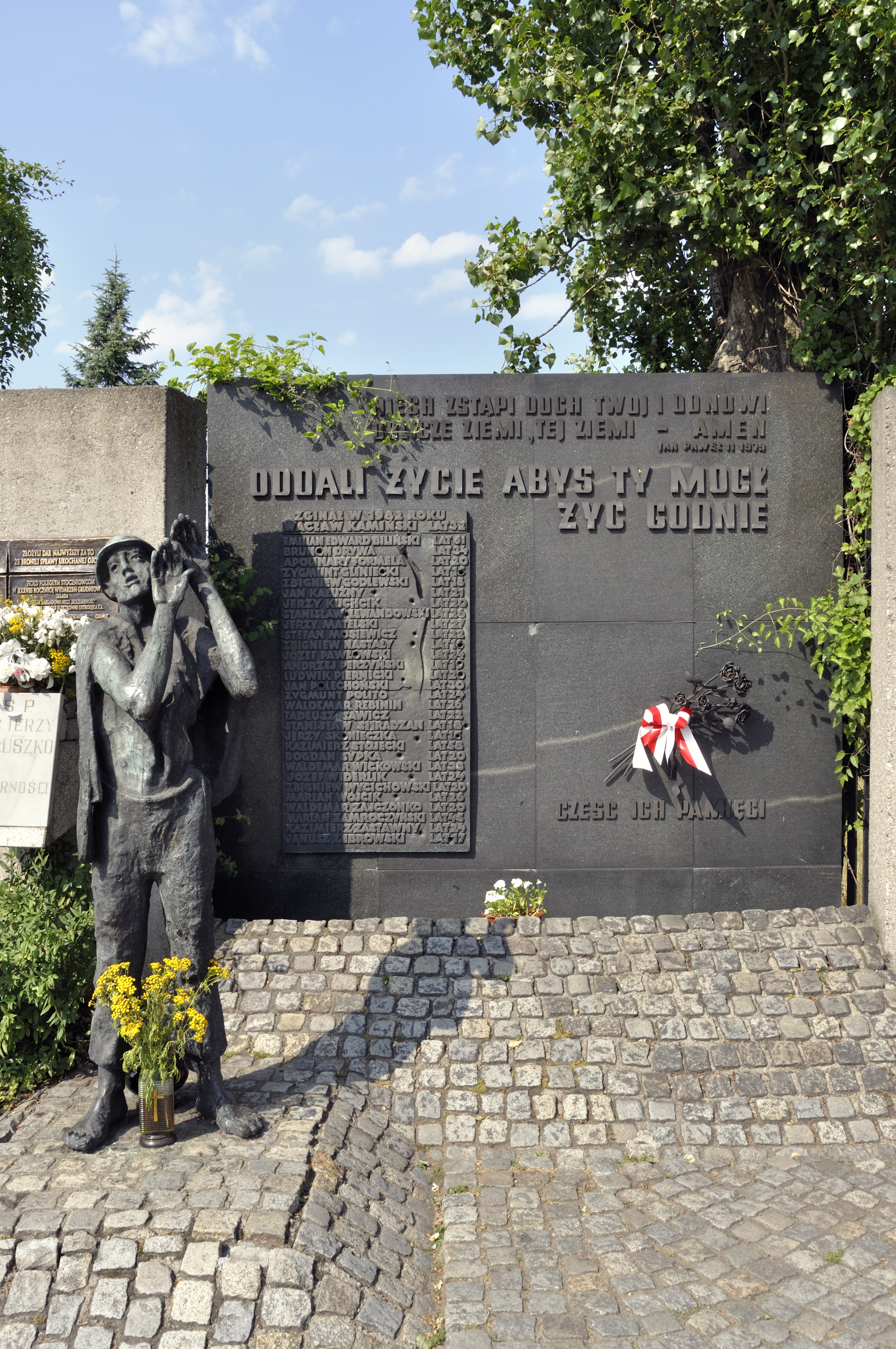
Upamiętnienie Waldemara Rebinina w Gdańsku, na placu Solidarności
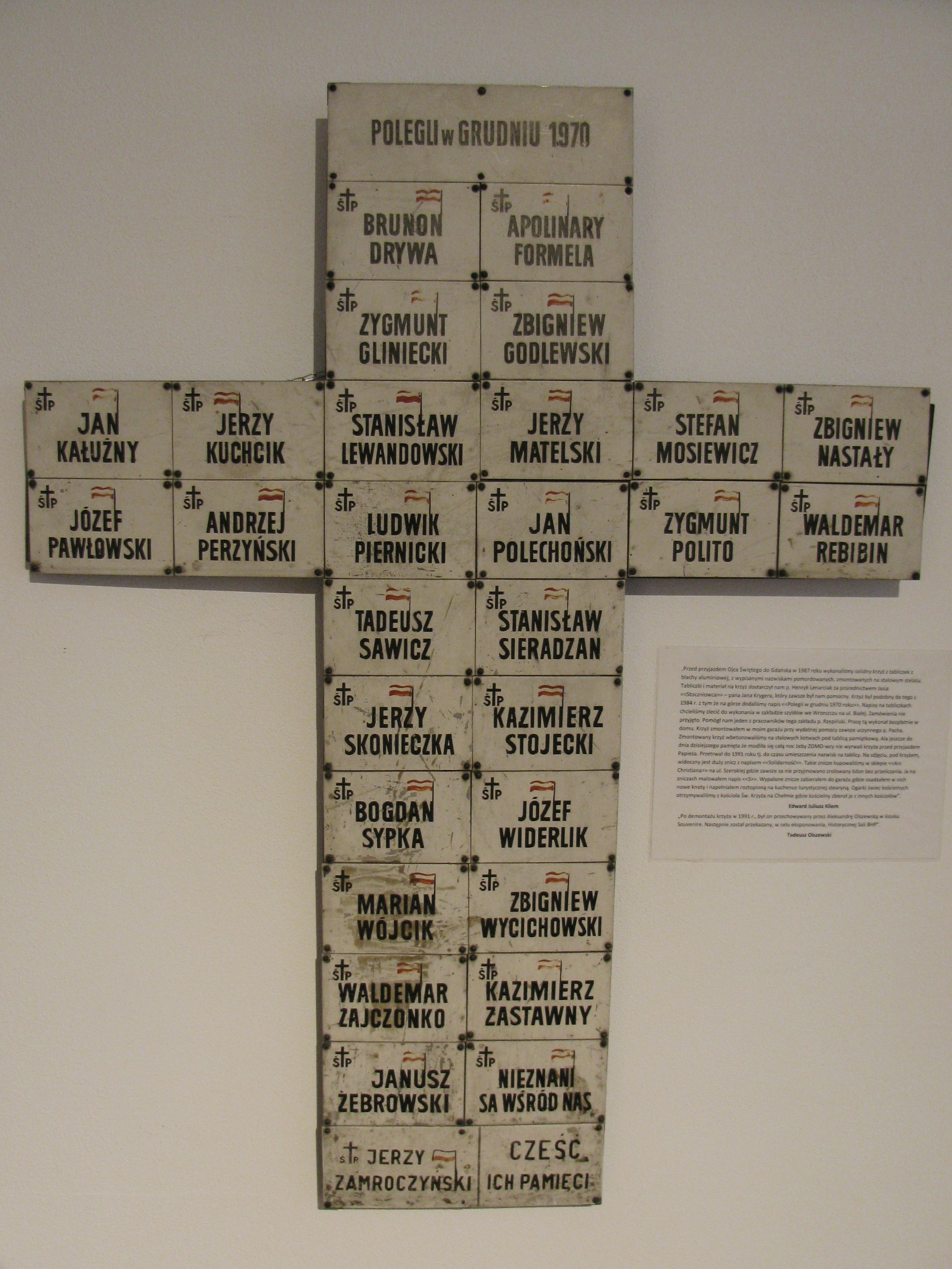
Upamiętnienie Waldemara Rebinina w gdańskiej Sali BHP
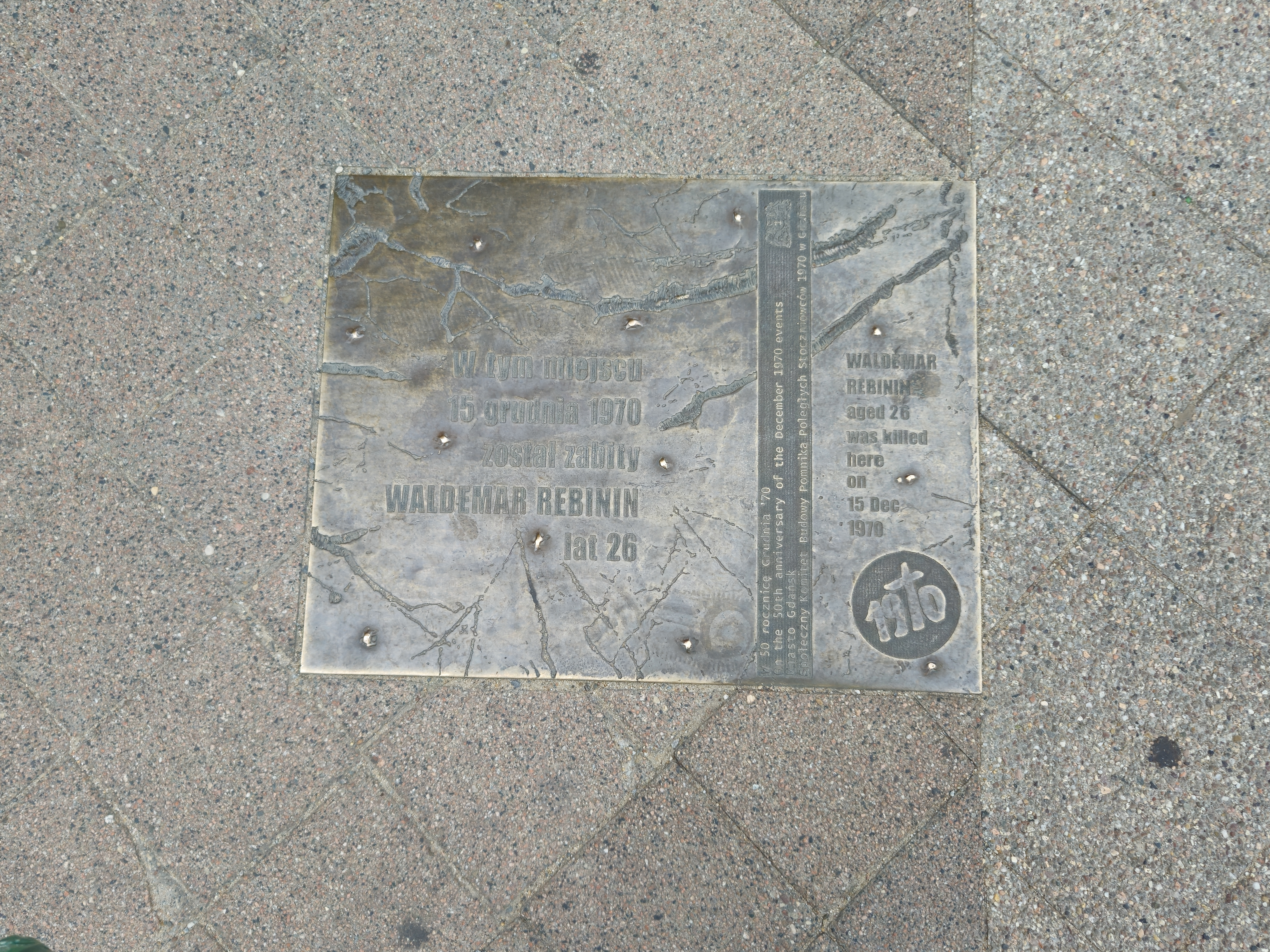